# Groupe K des éliminatoires de la Coupe d'Afrique des nations de football 2021
Navigation
Groupe J Groupe L
Le groupe K des éliminatoires de la Coupe d'Afrique des nations de football 2021 est une compétition qualificative pour la phase finale de la Coupe d'Afrique des nations de football 2021. Elle se déroule de novembre 2019 à novembre 2020.  Ce groupe est composé de la Côte d'Ivoire, de l'Éthiopie, de Madagascar et du Niger.

## Tirage au sort
Le tirage au sort se déroule le 18 juillet 2019 au Caire, pendant la CAN 2019. Les 51 sélections africaines sont classées dans cinq chapeaux selon leur classement FIFA.
Le tirage au sort désigne les équipes suivantes dans le groupe K :
- Chapeau 1 :  Côte d'Ivoire (11e du classement CAF et 62e du classement FIFA)
- Chapeau 2 :  Niger (22e du classement CAF et 104e du classement FIFA)
- Chapeau 3 :  Madagascar (25e du classement CAF et  95 du classement FIFA)
- Chapeau 4 :  Éthiopie (44e du classement CAF et 150e du classement FIFA)

## Résultats

### Classement
| Rang | Équipe        | Pts | J | G | N | P | Bp | Bc | Diff |  | Résultats (▼ dom., ► ext.) |     |     |     |     |
| ---- | ------------- | --- | - | - | - | - | -- | -- | ---- |  | -------------------------- | --- | --- | --- | --- |
| 1    | Côte d'Ivoire | 13  | 6 | 4 | 1 | 1 | 11 | 5  | +6   |  | Côte d'Ivoire              |     | 3-1 | 2-1 | 1-0 |
| 2    | Éthiopie      | 9   | 6 | 3 | 0 | 3 | 10 | 6  | +4   |  | Éthiopie                   | 2-1 |     | 4-0 | 3-0 |
| 3    | Madagascar    | 8   | 6 | 2 | 2 | 2 | 9  | 9  | 0    |  | Madagascar                 | 1-1 | 1-0 |     | 0-0 |
| 4    | Niger         | 4   | 6 | 1 | 1 | 4 | 3  | 13 | -10  |  | Niger                      | 0-3 | 1-0 | 2-6 |     |

### Matchs
| 1re journée                  | Madagascar    | 1 - 0   | Éthiopie | Stade municipal de Mahamasina, Antananarivo |                               |
| 16 novembre 2019 16:00 UTC+3 | Raveloson 18e | (1 - 0) |          | Arbitrage : Sekou Ahmed Touré               | Arbitrage : Sekou Ahmed Touré |
| 16 novembre 2019 16:00 UTC+3 | Rapport       |         |          | Arbitrage : Sekou Ahmed Touré               | Arbitrage : Sekou Ahmed Touré |

| 16 novembre 2019 | Côte d'Ivoire     | 1 - 0   | Niger | Stade Félix-Houphouët-Boigny, Abidjan |                               |
| 19:00 UTC±0      | Kessié 69e (pen.) | (0 - 0) |       | Arbitrage : Joao Amado Muanda         | Arbitrage : Joao Amado Muanda |
| 19:00 UTC±0      | Rapport           |         |       | Arbitrage : Joao Amado Muanda         | Arbitrage : Joao Amado Muanda |

| 2e journée                   | Éthiopie                        | 2 - 1   | Côte d'Ivoire | Tigray Stadium, Mekele    |                           |
| 19 novembre 2019 16:00 UTC+3 | Dagnachew 16e · Bekele Godo 26e | (2 - 1) | 4e Aurier     | Arbitrage : Celso Alvação | Arbitrage : Celso Alvação |
| 19 novembre 2019 16:00 UTC+3 | Rapport                         |         |               | Arbitrage : Celso Alvação | Arbitrage : Celso Alvação |

| 19 novembre 2019 | Niger                  | 2 - 6   | Madagascar                                                                                   | Stade Général-Seyni-Kountché, Niamey |                           |
| 17:00 UTC+1      | Wonkoye 5e · Yusif 77e | (1 - 4) | 9e Nomenjanahary · 26e Nomenjanahary · 35e (pen.) Abel · 38e Carolus · 54e Voavy · 64e Morel | Arbitrage : Janny Sikazwe            | Arbitrage : Janny Sikazwe |
| 17:00 UTC+1      | Rapport                |         |                                                                                              | Arbitrage : Janny Sikazwe            | Arbitrage : Janny Sikazwe |

| 3e journée                   | Côte d'Ivoire             | 2 - 1   | Madagascar | Stade olympique Ebimpé, Abidjan |                            |
| 12 novembre 2020 19:00 UTC±0 | Gervinho 48e · Haller 55e | (0 - 0) | 59e Voavy  | Arbitrage : Haythem Guirat      | Arbitrage : Haythem Guirat |
| 12 novembre 2020 19:00 UTC±0 | Rapport                   |         |            | Arbitrage : Haythem Guirat      | Arbitrage : Haythem Guirat |

| 13 novembre 2020 | Niger       | 1 - 0   | Éthiopie | Stade Général-Seyni-Kountché, Niamey |                           |
| 17:00 UTC+1      | Oumarou 73e | (0 - 0) |          | Arbitrage : Hassen Corneh            | Arbitrage : Hassen Corneh |
| 17:00 UTC+1      | Rapport     |         |          | Arbitrage : Hassen Corneh            | Arbitrage : Hassen Corneh |

| 4e journée                   | Madagascar | 1 - 1   | Côte d'Ivoire     | Barikadimy Stadium, Toamasina |                          |
| 17 novembre 2020 16:00 UTC+3 | Amada 51e  | (0 - 1) | 15e (pen.) Kessié | Arbitrage : Gehad Grisha      | Arbitrage : Gehad Grisha |
| 17 novembre 2020 16:00 UTC+3 |            | Rapport | 73e Kanon         | Arbitrage : Gehad Grisha      | Arbitrage : Gehad Grisha |

| 17 novembre 2020 | Éthiopie                                  | 3 - 0   | Niger | Bahir Dar Stadium, Baher Dar |                            |
| 16:00 UTC+3      | Gebremichael 13e · Mesud 43e · Kebede 70e | (2 - 0) |       | Arbitrage : Daudu Williams   | Arbitrage : Daudu Williams |
| 16:00 UTC+3      | Rapport                                   |         |       | Arbitrage : Daudu Williams   | Arbitrage : Daudu Williams |

| 5e journée               | Éthiopie                                                | 4 - 0   | Madagascar | Stade de Baher Dar, Baher Dar |                         |
| 24 mars 2021 16:00 UTC+3 | Gebremichael 19e · Kebede 34e · Nassir 41e · Bekele 86e | (3 - 0) |            | Arbitrage : Sidi Alioum       | Arbitrage : Sidi Alioum |
| 24 mars 2021 16:00 UTC+3 | Rapport                                                 |         |            | Arbitrage : Sidi Alioum       | Arbitrage : Sidi Alioum |

| 22 mars 2021 | Niger   | 0 - 3   | Côte d'Ivoire                       | Stade Général-Seyni-Kountché, Niamey |                          |
| 16:00 UTC±0  |         | (0 - 2) | 25e Aurier · 34e Gradel · 60e Kanon | Arbitrage : Beida Dahane             | Arbitrage : Beida Dahane |
| 16:00 UTC±0  | Rapport |         |                                     | Arbitrage : Beida Dahane             | Arbitrage : Beida Dahane |

| 6e journée               | Côte d'Ivoire                             | 3 - 1   | Éthiopie   | Stade olympique Ebimpé, Abidjan |                          |
| 29 mars 2021 16:00 UTC±0 | Boly 3e · Kessié 19e (pen.) · Kouassi 76e | (2 - 1) | 74e Kebede | Arbitrage : Charles Bulu        | Arbitrage : Charles Bulu |
| 29 mars 2021 16:00 UTC±0 | Rapport                                   |         |            | Arbitrage : Charles Bulu        | Arbitrage : Charles Bulu |

| 29 mars 2021 | Madagascar | 0 - 0   | Niger | Stade municipal de Mahamasina, Antananarivo |                                       |
| 16:00 UTC+3  |            | (0 - 0) |       | Arbitrage : Eric-Arnaud Otogo-Castane       | Arbitrage : Eric-Arnaud Otogo-Castane |
| 16:00 UTC+3  | Rapport    |         |       | Arbitrage : Eric-Arnaud Otogo-Castane       | Arbitrage : Eric-Arnaud Otogo-Castane |

## Liste des buteurs
3 buts    
- Franck Kessié
- Getaneh Kebede

2 buts   
- Serge Aurier
- Lalaina Nomenjanahary
- Paulin Voavy
- Amanuel Gebremichael
- Shimeles Bekele

1 but  
| - Willy Boly - Gervinho - Max-Alain Gradel - Sébastien Haller - Wilfried Kanon - Jean Evrard Kouassi - Surafel Dagnachew - Mohamed Mesud - Abubeker Nassir | - Ibrahim Amada - Rayan Raveloson - Anicet Abel - Jérémy Morel - Charles Andriamanitsinoro - Mohamed Wonkoye - Yusif Moussa - Youssef Oumarou |